# Jota
 Ovo je glavno značenje pojma Jota. Za druga značenja pogledajte Jota (razdvojba).
Jota (grčki srednji rod: ἰῶτα; veliko slovo Ι; malo slovo ι) deveto je slovo grčkog alfabeta i ima brojčanu vrijednost 10. U starogrčkom se izgovaralo kao kratko /i/ ili dugo /i:/, a u novogrčkome je zadržalo samo kratku vrijednost /i/.  
Jota se upotrebljavala i kao drugi dio u padajućim dvoglasima gdje je prvi element mogao biti kratki ili dugi samoglasnik. Uz duge prve elemente jota se rano prestala izgovarati pa se pisala u politonskom zapisu kao potpisana jota (iota subscriptum), to jest kao vrlo malo ι ispod glavnog samoglasnika, primjerice ᾼ > ᾳ ῌ > ῃ ῼ > ῳ.
Slovo jod iz feničkog pisma izvor je grčkoga slova jota.
| Proto-semitsko I · Proto-semitsko I | Feničko yod | Grčko jota |
| prasemitsko I                       | feničko jod | grčko jota |

Standardi Unicode i HTML ovako predstavljaju grčko slovo jota:
|                | Unikod | Unikod                    | HTML     | HTML   | izgled ovisi o pregledniku | poveznice (engl.)                |
| k. točka       | naziv  | kod                       | entitet  |        | izgled ovisi o pregledniku | poveznice (engl.)                |
| -------------- | ------ | ------------------------- | -------- | ------ | -------------------------- | -------------------------------- |
| Veliko slovo Ι | U+0399 | GREEK CAPITAL LETTER IOTA | &#x0399; | &Iota; | Ι                          | detaljni podaci test preglednika |
| Malo slovo ι   | U+03B9 | GREEK SMALL LETTER IOTA   | &#x03B9; | &iota; | ι                          | detaljni podaci test preglednika |